# Tina Ehrhard
Tina Ehrhard es una cantante, compositora y pianista filipina, de ascendencia alemana. Ella fue vocalista de la exitosa banda musical Gypsy Grind, formado en Makati, Metro Manila, en 1994. Se unió junto a los demás integrantes del grupo como Amiel Rivas, quien más adelante sería reemplazado por Boboy Panerio, Christian De los Reyes, reemplazado por Jon (Jesús) Santos, Mike de la Cruz y Don Enriquez. Gracias a su voz y su talento, Tina ha llevado a su banda tan lejos desde sus inicios, para que fuera una de las agrupaciones más reconocidas del género Pinoy Rock, esto a nivel nacional e internacional. Con su voz armoniosa, ella ha conquistado a un público importante, transmitiendo a través de los temas musicales de la banda, sobre la posición ideológica de Gypsy Grind. Como reflejar los problemas sociales, en el aspecto político y económico, además de estar en contra de leyes desfavorables como ocurre en otros países, en que la banda consideraba inconstitucionales. En 1999, mientras formaba parte de la banda, ella tuvo algunas dificultades con su voz. Cuando se trataba de grabar un nuevo álbum discográfico titulado "Tattle Tale", se trató a que Tina Ehrhard lo pudiera interpretar, para un tema musical titulado: "Ajo", por ejemplo, en las que ha tenido unos tonos desafinados y quedando fuera de notas. Aunque su banda en su época, presentó algunas buenas ideas,  para ayudar a Tina, en utilizar acordes de apertura del tema titulado "Sing", bajo una línea contagiosa la canción "Ajo". En 2006 tras la desintegración de Gypsy Grind, Tina ha estado trabajando independientemente. Además Tina, ha sido denominada como una de las intérpretes femeninas de su país, en liderar a una de las bandas como lo fue Gypsy Grind. Integrada en su mayoría, por músicos de sexo masculino. Bajo la misma línea, Tina se destacaba junto a otras vocalistas femeninas más importantes de otras bandas musicales de su país como Aia De León de Imago, Lougee Basabas o Kitchie Nadal de MOJOFLY, Juris Fernández de MYMP o Barbie Almalbis de Barbie's Cradle. Similar en España, como Ana Torroja de Mecano, Marta Sánchez de Olé olé, Soledad Giménez de los Presuntos Implicados, Natalia Jiménez de la Quinta Estación, Amaya Montero o Leire Martínez de La Oreja de Van Gogh o de Latinoamérica como Andrea Echeverri del grupo colombiano los Aterciopelados o Denisse Guerrero del grupo mexicano, Belanova.